# Patengan
Patengan is een plaats  en bestuurslaag (desa/kelurahan) in het onderdistrict (kecamatan) Rancabali in het regentschap Bandung van de provincie West-Java, Indonesië. Patengan telt 5.275 inwoners (volkstelling 2010).
Binnen het bestuurlijk gebied Patengan liggen dorpen en gehuchten zoals Cimanggu ook Cimangu (oude spelling:Tjimanggoe) aan de voet van de stratovulkaan/berg (gunung) Patuha.  De warmwaterbaden zijn een toeristische attractie.

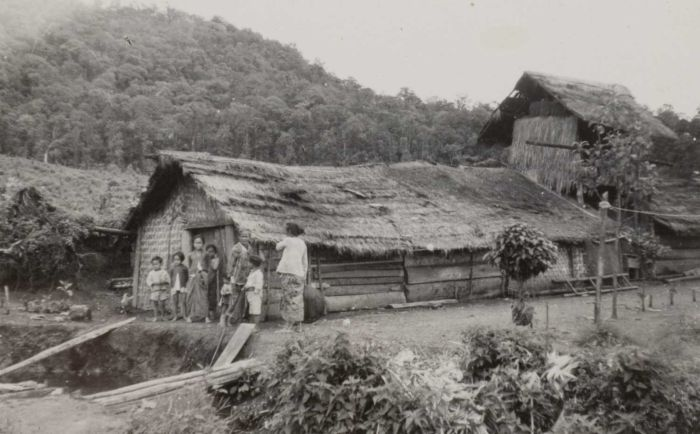
Huisvesting van contractarbeiders in Tjimanggoe, omgeving gunung Patuha (april 1936)